# Coutures (Tarn e Garonna)
Coutures è un comune francese di 105 abitanti situato nel dipartimento del Tarn e Garonna, nella regione dell'Occitania.

## Società

### Evoluzione demografica
Abitanti censiti